# 영천시·영천군
영천시·영천군은 대한민국의 옛 국회의원 선거구이다. 당시 경상북도 영천시, 영천군 지역을 관할했다.

## 역사
제13대 국회의원 선거를 앞두고 영천시·영천군·경산군 선거구에서 분리되면서 신설되었다.
1995년 1월, 영천시와 영천군이 통합되면서 통합 영천시가 출범했다. 이에 제15대 국회의원 선거를 앞두고 영천시 선거구로 개편되었다.

## 역대 국회의원
| 선거   | 정당 | 정당       | 의원   |
| ------ | ---- | ---------- | ------ |
| 1988년 |      | 민주정의당 | 정동윤 |
| 1992년 |      | 무소속     | 박헌기 |

## 역대 선거 결과

### 대한민국 제13대 국회의원 선거
|  | 51.38% |

|  | 46.52% |

|  | 2.08% |

### 대한민국 제14대 국회의원 선거
|  | 56.11% |

|  | 37.57% |

|  | 3.04% |

|  | 1.79% |

|  | 1.46% |